# كرند (قنبد قابوس)
كرند (بالفارسية: کرند) هي قرية تقع في غلستان في إيران. يقدر عدد سكانها بـ 4,342 نسمة .